# Raquel Gibson
Raquel Gibson (født 14. juni 1985 i Clearwater, Florida, USA) er en amerikansk model af filippinsk og italiensk og Playboy Playmate for dets november 2005 udgivelse. Raquel Gibson poserede igen for Playboy i august 2007, i Playmate Xtra som del af Playboys Playboy Cyber Club.
Raquel Gibson har en kokkeuddannelse fra Chef Jean Pierre Cooking School i Florida og taler tagalog og japansk.
Raquel Gibson og hendes søster CJ Gibson er kendt som "Gibson Sisters"

## References
1. ↑  "Pinay Playmate". Filipino Reporter. 2005-12-16. Hentet 2007-10-23.